# Суд Камбиса
«Суд Камбиса», или «Сдирание кожи с продажного судьи» — картина-диптих нидерландского живописца Герарда Давида, закончена в 1498 году. Картина, написанная для зала судебных заседаний в ратуше Брюгге, была призвана напоминать о необходимости судить справедливо. В настоящее время выставлена в Муниципальной художественной галерее в Брюгге.

## Сюжет
Картина относится к жанру назидательных изображений, весьма популярных в нидерландском искусстве того времени. Её сюжет основан на эпизоде, описанном в «Истории» Геродота:

25. Так сказал Дарий. Затем царь поставил сатрапом Сард своего сводного брата Артаферна и вместе с Гистиеем отбыл в Сусы. Отана же он назначил начальником войска в Приморской области. Отец этого Отана — Сисамн был одним из царских судей. За то, что этот Сисамн, подкупленный деньгами, вынес несправедливый приговор, царь Камбис велел его казнить и содрать кожу. Кожу эту царь приказал выдубить, нарезать из неё ремней и затем обтянуть ими судейское кресло, на котором тот восседал в суде. Обтянув кресло, Камбис назначил судьёй вместо Сисамна, которого казнил и велел затем содрать кожу, его сына, повелев ему помнить, на каком кресле восседая, он судит.
— Геродот. История. Книга 5, глава 25.

## Композиция
Картина написана на деревянной доске темперой; представляет собой диптих из частей размерами 182×159 см — левая часть и 202×178,2 см — правая часть. На обеих частях диптиха изображён персидский царь Камбис и многочисленные свидетели ареста и казни.
Левая часть
На левой части диптиха изображён арест неправедного судьи Сисамна, который был уличён во мздоимстве. Царь Камбис перечисляет судье, отсчитывая по пальцам, эти случаи. Один из солдат удерживает Сисамна за руку. За креслом судьи стоит его сын — юноша Отан, будущий преемник.
Вопреки тому, что описываются события далёкой античности, персонажи одеты в соответствии с современной художнику модой, над креслом видна дата «1498», а действие происходит под гербами Филиппа Габсбурга и его супруги Хуаны Арагонской. Портрет герцога был добавлен к изображению первой части в 1494 году, когда он начал править. Остальные действующие лица тоже являются портретами современников художника. На дальнем плане в проёме видны торговые ряды Брюгге, которые сохранились до сих пор. На дальнем плане также изображено крыльцо, на котором виден человек, протягивающий судье кошель с деньгами. Над креслом судьи путти поддерживают гирлянды.
Сцена ареста напоминает композицию Дирка Боутса «Испытание огнём», выполненную в 1468 году для ратуши в Лувене, ныне находящуюся в Музее изящных искусств в Брюсселе.
Правая часть
На правой части диптиха изображено, как палач сдирает с живого судьи кожу.
На дальнем плане, в галерее на судейском кресле, покрытом кожей, снятой с казнённого, сидит Отан, сын Сисамна. Слева от кресла нового судьи, над дверью помещены гербы Фландрии и Брюгге.